# Судаковское
Судако́вское (устар. Остамо-ярви, Остамоярви; фин. Ostamonjärvi, Ostamojärvi) — озеро на Карельском перешейке в Приозерском районе Ленинградской области. Площадь поверхности — 6,1 км². Урез воды находится на высоте 9 м над уровнем моря.
К северному берегу озера примыкает южная окраина Приозерска, на северо-восточном берегу находится посёлок Ларионово, на южном — Судаково.
Ихтиофауна: плотва, окунь, щука, лещ, краснопёрка.